# Кесаєв Ігор Альбертович
Кесаєв Ігор Альбертович (30 листопада 1966 року, м. Орджонікідзе, Північно-Осетинська АРСР) — російський підприємець, олігарх. Власник групи компаній «Меркурій» в яку, зокрема, входять ГК «Мегаполіс», продовольча роздрібна мережа «Діксі», будівельна компанія «Меркурій Девелопмент». Співвласник найбільшого в Україні дистриб'ютора сигарет «Мегаполіс-Україна» (тепер TEDIS Ukraine).
Президент Національного некомерційного фонду «Моноліт». Зі статком $2,4 млрд, в 2016 році посів №35 у списку найбагатших бізнесменів Росії (за версією журналу Forbes).

## Біографія
Народився 30 жовтня 1966 року в Орджонікідзе (нині Владикавказ) в Північно-Осетинської АРСР. Служив в армії.
З 1988 по 1992 роки — Керівник відділу страхування банківських операцій страхового товариства «Абсолют-Москва», директор страхового товариства «Абсолют-Москва», генеральний директор страхового товариства «Юпітер».
Пізніше став головою ради директорів Мосексім-банку. У грудні 1999 року у Мосексімбанка відібрали ліцензію.
- 1991 — створив торгову компанію «Меркурій».
- З 1992 — власник і президент Групи компаній «Меркурій».
- 1993 — закінчив Московський державний інститут міжнародних відносин.
- 2005 — придбав контрольний пакет акцій у двох підприємствах ВПК: Ковровському механічному заводі (КМЗ) і Заводі імені Дегтярьова.
- Через Orton Oil разом з Шалвою Чигиринським [Архівовано 13 Вересня 2018 у Wayback Machine.] паритетно володів компанією Bennfield Ltd., яка контролювала 47 відсотків акцій Sibir Energy. У 2005 році Ігор Кесаєв викупив Пакет акцій Sibir Energy у Шалви Чигиринського.
- 2006 — об'єднав тютюновий бізнес з компанією «Мегаполіс».
- 2006 — спільно з Шалвою Чигиринським через компанію ТОВ «СТ „Нова Голландія“» виграв конкурс на реконструкцію Нової Голландії в Санкт-Петербурзі.
- 2007 — у грудні цього року Кесаєвим був придбаний контрольний пакет акцій компанії «Діксі».

У жовтні 2007 року Ігор Кесаєв домовився з Арменом Еганяном про покупку в того пакету акцій Московського винно-коньячного заводу «Кін» за 15 млн $, однак акцій на середину 2010 року не отримав. У зв'язку з цим подав скаргу до Гельсінської комісії конгресу США, приводом для якої, за його словами, стало незаконне захоплення заводу «Кін» Арменом Еганяном.
2009 — продав свою частку Sibir Energy «Газпром нафті».

## Санкції
З квітня 2022 року перебуває під санкціями Євросоюзу, його підозрюють у зв'язках з російською ФСБ та збройової промисловістю. У жовтні 2023 року фінські правоохоронці провели обшуки на острові Котасаарі, що належить Кесаєву.

## Особисте життя
Одружений. Перша дружина (до 2017 року) — Стелла Кесаєва (Стелла Кей), власниця галереї Stella Art Gallery у Москві.
Має троє дітей: Ілона, Ерік і Крістіна
Друга дружина (із 2019 року) — Ольга Кесаєва (Ольга Клименко із Житомира), українська топ-модель.